# Sikha
La sikha o shikha (en sánscrito: शिखा; IAST: śikhā; "cresta"; Hindi चोटी (choTi)) significa llama, poderoso, rayo de luz, cumbre de la montaña. Es un nombre de raíces hindúes /indias, y es común entre las mujeres. También significa un largo mechón de cabello, que se deja crecer en la parte superior o posterior de la cabeza rasurada de un hombre hindú ortodoxo. Si bien tradicionalmente todos los hindúes debían tener un śikhā, en la actualidad solo se observa su uso entre los brahmanes y sacerdotes de los templos. En Bengala Occidental es llamado Tiki.

## Procedimiento
Tradicionalmente, los varones hindúes de niños se afeitan toda la cabeza en un samskāra o ritual llamado chudakarama. Se deja un mechón de pelo en la coronilla (sahasrara). A diferencia de todas las otras culturas orientales (incluido el antiguo Egipto) donde en una ceremonia de paso a la adultez se quitaban los rulos de la niñez similares a un śikhā (por ejemplo un mechón en la frente o coleta en China, un nudo superior en Tailandia, un mechón lateral en Egipto etc.) en India este estilo de peinado prepubescente se deja crecer a lo largo de la vida de un varón, si bien sólo los varones más ortodoxos continúan con esta práctica.
La śikhā se anuda para realizar ritos religiosos. Solo los funerales y los aniversarios de fallecimientos son realizados con la śikhā desanudada o el pelo suelto. Llevar el pelo suelto es considerado poco auspicioso, y representa tiempos de gran pena o calamidad. En la escritura hindú, Draupadi realizó un juramento ante la asamblea de los Kurus luego de ser humillada por Dushasana que ella se dejaría el pelo suelto hasta que se realizara la venganza de sus enemigos. De manera similar, se dice que Chanakya juró dejar su śikhā desanudada hasta que los reyes Nanda que lo habían insultado se arrodillaran ante él.

## Tamil Nadu y Kerala
En Tamil la palabra para designar la śikhā es kudumi y tradicionalmente se presenta en dos estilos. El kudumi más común (llamado Pin Kudumi) es idéntico al śikhā, con un mechón de pelo anudado en la coronilla de la cabeza y el resto de la cabeza rasurada.
Mun-Kudumi es un estilo en el cual se deja que el pelo crezca largo en la frente y se anuda en la nuca. Este estilo de peinado es popular entre los grupos brahmanes del sur de India, tales como los Chozhiya, Dikshitar, y los Namboothiris de Kerala. Las comunidades prominentes de Kerala incluidos los Nairs y los sirvientes del templo (Ambalavasi), si bien no los brahmanaes, también utilizan este estilo.
La técnica utilizada para atar el cabello en un kudumi es la siguiente: el cabello largo se puede atar con ayuda del pulgar izquierdo y los dedos índices. Se enrolla el mechón de cabello sobre el pulgar izquierdo y los dedos índices juntos con la mano derecha hasta llegar al final de la cola. Luego se sostiene el extremo de la cola por el pulgar izquierdo y los dedos índices y se extraen los dedos con el extremo de la cola. Ya se tiene el nudo. Después de un poco de práctica, es posible obtener un nudo apretado y ordenado.

## Maharashtra
La palabra Marathi para designar la śikhā es shendi.

## Hinduismo
Se interpreta a la śikhā como significando el foco concentrado (ekanta) en un objetivo espiritual, y devoción a Dios. También es un indicador de limpieza, y de sacrificio personal a Dios. Según Smriti Shastras, es obligatorio que todos los hindúes tengan śikhā  y los primeros tres que han nacido dos veces o castas dvija (brahmanes, kshatriyas y vaishyas) deben usar yajnopavita (cordón sagrado), también llamada janeu, punool, o paita.
Se ha afirmado que la śikhā permite que Dios nos jale hacia el cielo, o por lo menos de este mundo material de Maya (ilusión).
En su autobiografía, Mohandas K. Gandhi  escribe sobre su encuentro con un hindú ortodoxo:

Le dolía extrañar el shikha (mechón de pelo) en mi cabeza y el hilo sagrado alrededor de mi cuello y dijo: Me duele verte a ti, un hindú creyente, sin un hilo sagrado y la shikha. Estos son los dos símbolos externos del hinduismo y todo hindú debería usarlos . ... El shikha era considerado obligatorio por los ancianos. Sin embargo, en la víspera de mi viaje a Inglaterra, me libré de la shikha, no sea que cuando tuviera la cabeza descubierta me expusiera al ridículo y pensé me haría ver, un bárbaro a los ojos de los ingleses. De hecho, este sentimiento cobarde fue tan fuerte que en Sudáfrica conseguí que mi primo Chhaganlal Gandhi, que vestía religiosamente el shikha, lo eliminara. Temía que pudiera interponerse en su trabajo público y, por lo tanto, incluso a riesgo de lastimarlo, lo hice deshacerse de ella.WikiSource

La śikhā era uno de los pocos símbolos de los hindúes que trascendían la casta, lenguaje o barreras regionales. Si bien había variantes del estilo de la sikha entre las diversas comunidades, era obligatoria para todos los varones.

## Galería

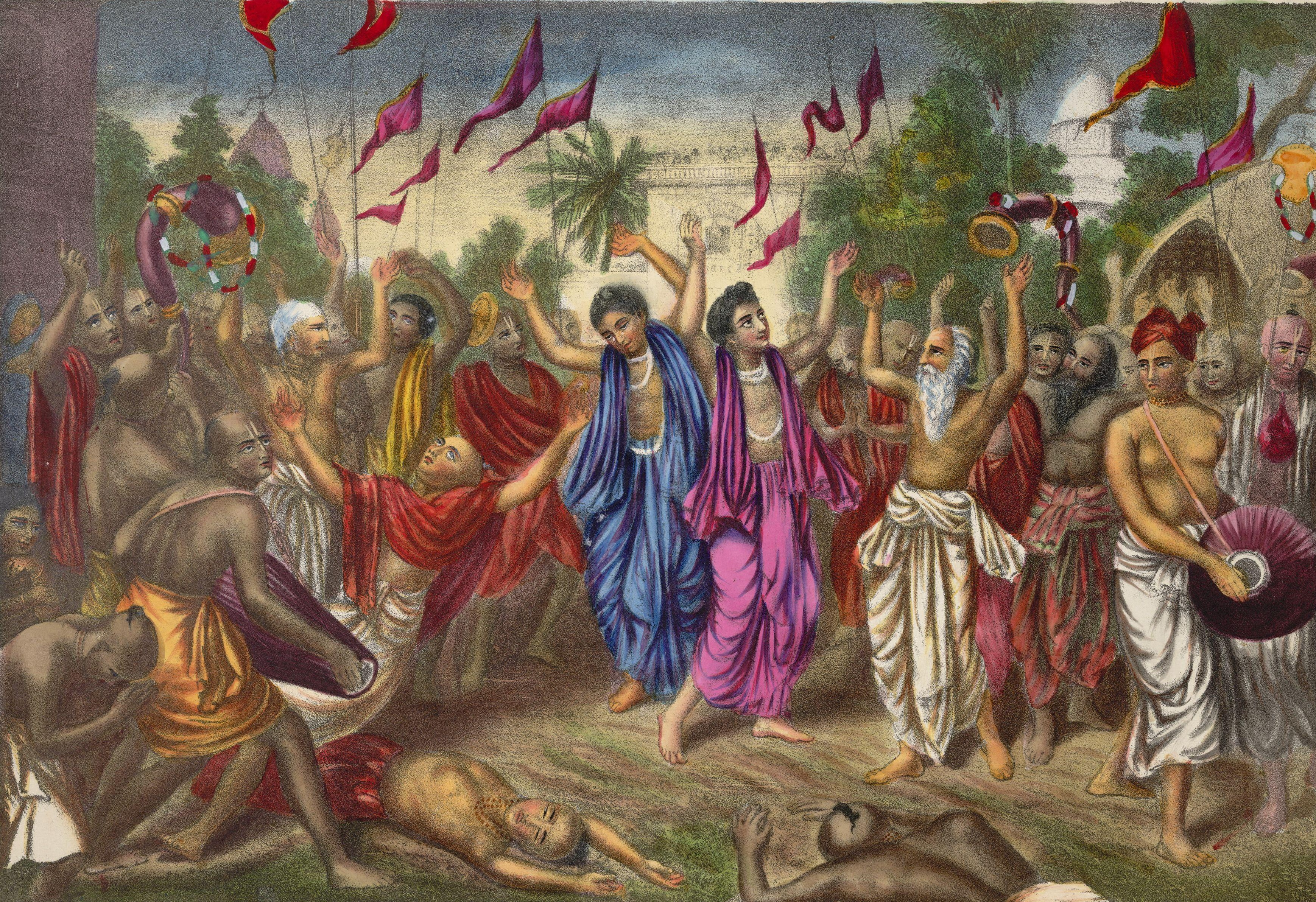
Sri Chaitanya Mahaprabhu declamando un 'kirtan', un canto de devoción, en las calles de Nabadwip, Bengala. Nótese las śikhās en los seguidores de Sri Chaitanya.
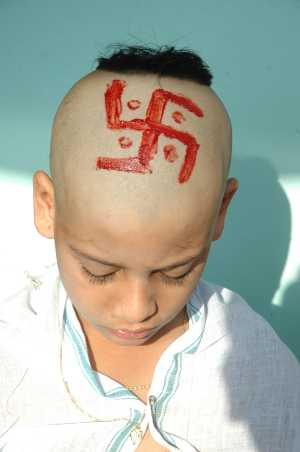
Niño hindú con una shikha.
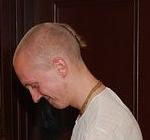
Un hombre ISKCON con una shikha.
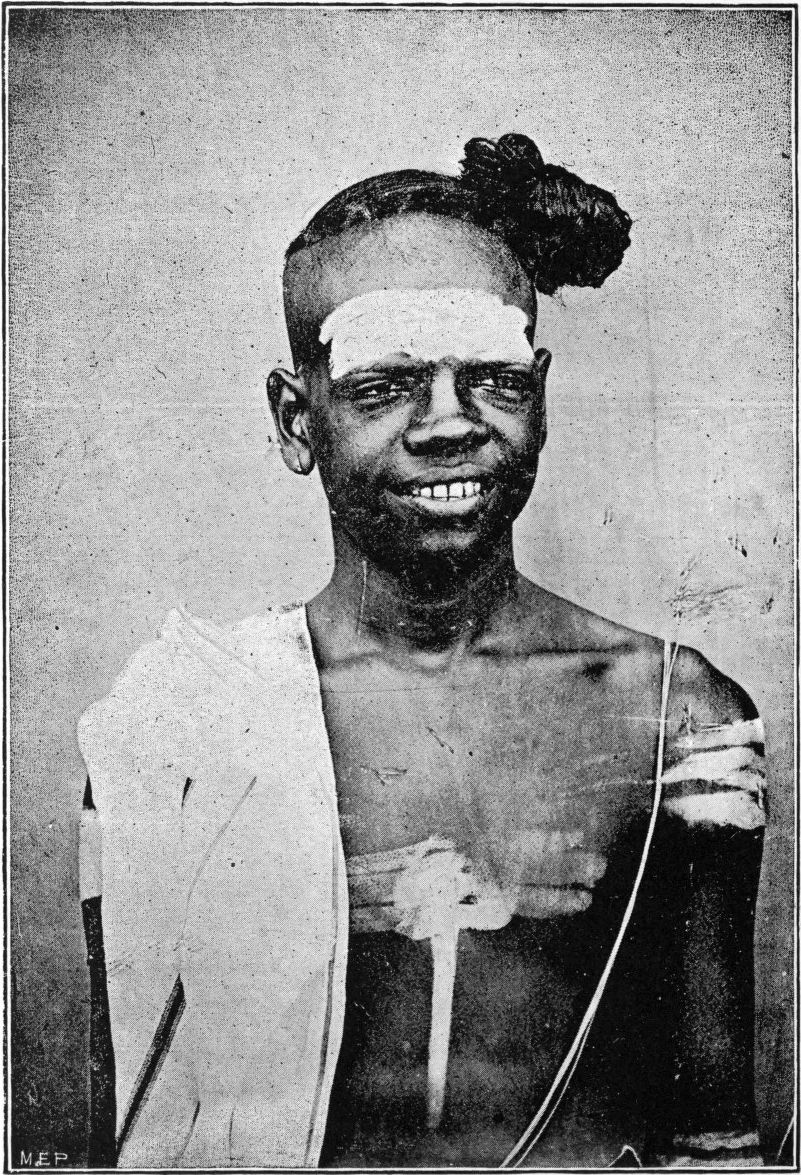
Un Dīkṣitar de Chidambaram luciendo el Mun Kudumi